# Lavinia Valbonesi
Ángela Lavinia Valbonesi Acosta  (Chone, Manabí, 8 de abril de 1998) es una empresaria e influencer ecuatoriana.Es la actual primera dama de Ecuador, desde el 23 de noviembre de 2023, al ser esposa del presidente Daniel Noboa.
Valbonesi posee un establecimiento de comida saludable, un gimnasio y se ha especializado en dietas más saludables y pérdida de peso. También ha ganado un gran número de seguidores en las redes sociales en Instagram y TikTok, acumulando más de 338 000 y casi 210 000 seguidores respectivamente.

## Biografía
Nació el 8 de abril de 1998 en la ciudad ecuatoriana de Chone. Hija única del italiano Furio Valbonesi y de Gloria Acosta, ecuatoriana.
Se crio en las islas Galápagos,donde cursó estudios en la UE Tomás de Berlanga. Luego estudió en varios colegios de Guayaquil, culminándolos en el Liceo Panamericano, donde se graduó de bachiller. Se especializa en nutrición y es entrenador nutricionista y entrenadora personal. Valbonesi declaró que, cuando tenía quince años, tenía problemas de imagen corporal hasta que asistió a una conferencia de fitness en Australia en 2015.
Mantiene un gimnasio en Tampa, Florida. Valbonesi es propietaria de un restaurante y una tienda de comida saludable, Green Deli, ubicado en Guayaquil.
Ha conseguido un gran número de seguidores en línea con más de 338 000 seguidores en Instagram y 209 000 en TikTok. Comenzó su carrera en las redes sociales en 2014 a la edad de dieciséis años. Al principio, sus publicaciones en las redes sociales se centraban en su vida personal, el modelaje y su estilo de vida. Sin embargo, pronto comenzó a centrarse en la nutrición y el fitness. También ha modelado para varias marcas de belleza como Herbal Essences.

## Primera dama

### Elecciones presidenciales
Durante las elecciones presidenciales de 2023, acompañó a su esposo Daniel Noboa durante la campaña electoral. En agosto de 2023, cuando su marido quedó en segundo lugar y avanzó a la segunda vuelta, Valbonesi era la persona más buscada en Google en el país. Valbonesi utilizó su estatus en las redes sociales para influir en la campaña de Noboa entre los votantes más jóvenes y mejorar su imagen. Ella siguió siendo popular a través de su estilo de moda durante la campaña electoral. Su elección de vestir de blanco se notó durante el ciclo electoral, incluso usando un chaleco antibalas blanco durante los eventos de campaña.
En las semanas previas a la segunda vuelta electoral, los partidarios de Noboa comenzaron a promover la idea de que Valbonesi se convirtiera en primera dama en lugar de que su marido se convirtiera en presidente. Su restaurante Green Deli, con sede en Guayaquil, comenzó a vender el First Lady Smoothie ('batido primera dama') antes de la segunda vuelta de las elecciones.
El 15 de octubre de 2023, Noboa fue elegido presidente, convirtiendo a Valbonesi en la primera dama designada del país, lo que le convirtió en la primera dama más joven en la historia del Ecuador, con apenas 25 años de edad.

### Tenencia
Valbonesi se convirtió en primera dama de Ecuador cuando su esposo asumió la presidencia el 23 de noviembre de 2023. Ha dicho que una de sus primeras iniciativas como primera dama es brindar asistencia a las madres solteras del país.

## Vida personal
En 2019 conoció a Daniel Noboa cuando él la contrató como su nutricionista personal para adelgazar. Se casaron el 28 de agosto de 2021. Tienen un hijo, Álvaro. Durante la campaña presidencial, en octubre de 2023, se reveló que Valbonesi estaba esperando su segundo hijo con Noboa, el cual tenían previsto nacería para febrero de 2024. El 16 de enero de 2024, nació su segundo hijo de nombre Furio.
En entrevista con Radio Centro, Valbonesi expresó su «horror» cuando Noboa pasó de su carrera empresarial a la política cuando se postuló para la Asamblea Nacional en 2021. Sin embargo, rápidamente cambió su actitud después de unirse a Noboa en la campaña electoral.

## Controversias
En mayo de 2024, estuvo envuelta en el escándalo, ya que la empresa Vinazin S. A., vinculada a Lavinia Valbonesi, inició actividades para la implementación del proyecto inmobiliario Echo Olón en un área protegida, en Olón, provincia de Santa Elena, por lo cual la Fiscalía General del Estado inició investigaciones por el aparente cometimiento de un delito, tras las denuncias de supuestas irregularidades en los permisos ambientales.